# 福客多便利商店
福客多商店，簡稱福客多，是臺灣歷史上一家連鎖便利商店品牌，也曾是臺灣營業規模僅次於統一超商、全家便利商店、萊爾富便利商店、OK便利商店的便利商店體系，其經營者為福客多商店股份有限公司，其母公司為泰山企業，其營運技術源自日光超商（Nikomart；）。

## 歷史
福客多超商體系之第一間門市成立於1990年6月1日，其第一代商標沿用日光超商商標。
其後，受限於規模一直無法擴展及足以與其他同業競爭，在連年虧損後甚至拖累到母公司泰山企業的獲利。
2007年7月20日，福客多公司董事會決議以法人加盟模式加盟全家便利商店，將營業權讓與全家便利商店。在福客多公司內，福客多商店與全家便利商店合併的傳言流傳已久，但為顧及企業內部和諧及家族事業的接班考量，直至2007年中才有斷然的處置；再者，福客多商店之所以會選擇與全家便利商店合併，主要是因為泰山企業也是全家便利商店的大股東。
福客多商店與全家便利商店合併後，福客多公司仍繼續存在；但福客多商店的品牌與商標將完全退出市場，併入全家便利商店。

## 大事紀
- 1988年（民國77年）
  - 7月：「福客多便利商店股份有限公司」成立。
- 1990年（民國79年）
  - 7月：接手日光超商，第一家門市於台北市松仁路開幕。
  - 10月：與IBM合作開發超商資訊管理系統。
- 1991年（民國80年）
  - 3月：超商資訊管理系統完成上線工作。
  - 10月：電子訂貨系統（EOS）完成，全門市正式啟用。
- 1992年（民國81年）
  - 3月：設立委託加盟制度。
  - 5月：設立特許加盟制度。
- 1993年（民國82年）
  - 11月：員林門市開幕，以員林當作開店輻射中心點，向北及南密集開店。
- 1995年（民國84年）
  - 9月：龍普門市成立第一代麵包複合式商店。
- 1997年（民國86年）
  - 3月：將「委託加盟」訂為公司最重要之經營方針。
  - 6月：領先同業，在台北捷運淡水線設6家分店。
- 2000年（民國89年）
  - 2月：進入電子商務市場，設立公司網站。
- 2001年（民國90年）
  - 7月：與NEC合作導入POS系統。
  - 11月：第300家門市於台北市光復南路開幕。
- 2003年（民國92年）
  - 7月：POS系統正式上線完成，同年榮獲《遠見雜誌》評鑑為服務最佳之便利商店。
  - 12月：成立「福客多物流有限公司」。
- 2004年（民國93年）
  - 5月：竹科門市成立第一代咖啡複合式商店。
- 2005年（民國94年）
  - 8月：更換企業識別系統。
- 2007年（民國96年）
  - 3月：台北101門市開幕，成為全球樓層最高的便利商店。
  - 4月：悠遊卡電子錢包開通啟用。
  - 7月：貓空纜車指南宮站門市開幕；同月，董事會決議加盟全家便利商店，並經行政院公平交易委員會同意。[5]
  - 8月：與全家便利商店業務合併。[6]
  - 10月：停止代收款項服務。
- 2010年（民國99年）公司名稱正名為「福客多商店股份有限公司」，股權狀況：隸屬僑外資範圍，尚存子公司「福客多物流有限公司」。
  - 資本總額：新臺幣7.60億元（經濟部商業司登記實收資本額新臺幣3.68億元），子公司申請總額為新臺幣0.05億元。
  - 法人代表：泰山企業股份有限公司，董事長：詹信忠，董事：詹景超、蔡坤河，監察人：鍾健能。子公司代表人兼董事：楊龍華。

## 外部連結
- 福客多便利店，存于